# Dance Tonight
Dance Tonight (englisch für „Heute Abend tanzen“) ist ein Lied des britischen Musikers Paul McCartney, das 2007 als Single-A-Seite veröffentlicht wurde. Komponiert wurde es von Paul McCartney.

## Hintergrund
Dance Tonight war der letzte Song, der für das Album Memory Almost Full geschrieben wurde, und er wurde der erste Track des Albums. McCartney benutzte für das Lied eine linkshändige Mandoline, die er in London gekauft hatte. Das Lied wurde geschrieben, nachdem seine damals dreijährige Tochter Beatrice getanzt hatte, wenn er das Instrument in die Hand nahm.

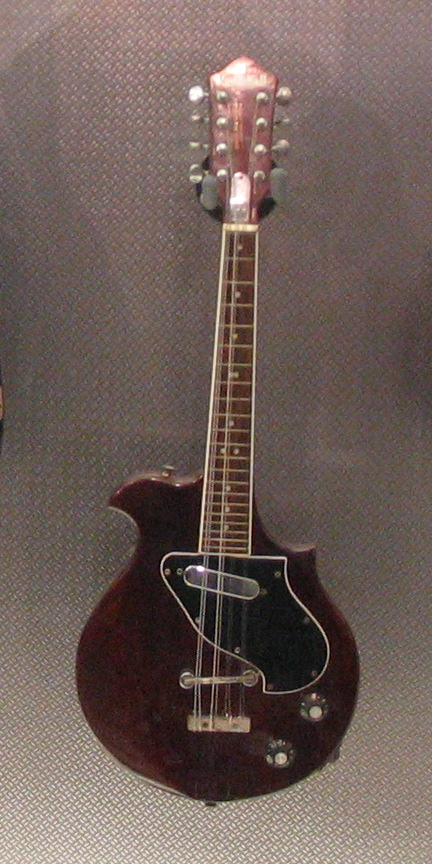
E-Mandoline

Paul McCartney sagte 2007 über die Entstehung des Liedes: „Es gibt einen Gitarrenladen, in dem ich immer auf dem Weg die Straße hinunter vorbeikomme, und ich ging hinein und unterhielt mich mit dem Typen dort drin und er erwähnte, dass er eine Mandoline für Linkshänder hatte, die er mir zeigen wollte. …. Das war gut, denn es versetzte mich in die Zeit zurück, als ich als Teenager ein Instrument präsentiert bekam, von dem man nicht wusste, wie man es spielt. Also musste ich es für mich selbst herausfinden. Ich fand einen Akkord, dann noch einen, dann einen wirklich seltsamen Akkord, sehr einfache Form, aber ein seltsamer Akkord, ich weiß immer noch nicht, was es ist, aber es klang großartig. Das war über Weihnachten 2006. Mit diesem kleinen Instrument zu Hause über die Feiertage fing ich an, dieses kleine Ding zu machen, in der Küche herum zu stampfen, mich einfach zu amüsieren, zu versuchen, Akkorde zu finden, und dann fing ich an zu singen 'Everybody gonna dance tonight' brachte dieses kleine Ding in Schwung, und jedes Mal, wenn meine kleine Tochter hereingerannt kam und anfing zu tanzen, verliebte ich mich in dieses Lied und in die Mandoline und den ganzen Hacke-Down-Aspekt und schließlich war es irgendwie fertig,  Ich habe einfach ein paar Worte mehr hineingesteckt.“
Dance Tonight wurde am 18. Juni 2007, McCartneys 65. Geburtstag veröffentlicht, es war die erste Singleauskopplung aus dem Album Memory Almost Full und erreichte Platz 26 in Großbritannien in den Charts, in Deutschland konnte sich die Single nicht platzieren. In den USA war es die zweite Singleauskopplung und erreichte Platz 69, es war die letzte Platzierung einer neuen Single von Paul McCartney als Solokünstler in den US-Charts. (Stand September 2024)
Für das Lied Dance Tonight wurde ein Musikvideo unter der Regie von Michel Gondry produziert. Es zeigt Mackenzie Crook als Kurier, der eine Mandoline zu McCartneys Haus bringt, was zu einer Aufführung des Liedes führt. Natalie Portman spielt eine der Geistertänzerinnen, die von Blanca Li choreografiert wurden. Gondry spielt gegen Ende des Videos einen Schlagzeuger. Das Musikvideo wurde am 22. Mai 2007 auf YouTube gepostet, noch vor der Veröffentlichung des Albums und der Single.
Das Lied Dance Tonight bekam im Jahr 2008 eine Grammy-Nominierung in der Kategorie „Best Male Pop Vocal Performance“, die Auszeichnung  ging aber an "What Goes Around... Comes Around" von Justin Timberlake.
Dance Tonight wurde 2007 in eine iPod- und iTunes-Werbung aufgenommen, in der McCartney den Song performte.
Dance Tonight ist seit 2007 Teil von McCartneys Livesetliste. Ein Auftritt vom 27. Juni 2007 bei Amoeba Music in Hollywood, Kalifornien, wurde im November 2007 als B-Seite der Single Ever Present Past veröffentlicht.  McCartney sang ein Duett von Dance Tonight mit Kylie Minogue in der BBC-Sondersendung "Hootenanny", die von Jools Holland präsentiert wurde und am Silvesterabend 2007 ausgestrahlt wurde.

## Aufnahme
Die Aufnahmesessions für Dance Tonight fanden im Januar/Februar 2007 in den RAK Studios in London statt, wobei David Kahne als Produzent fungierte. Andy Wallace und David Kahne waren die Toningenieure der Aufnahmen. Wann die Abmischung stattfand ist nicht dokumentiert.
Besetzung:
- Paul McCartney: Gesang, Bassgitarre, E-Gitarre, Mandoline, Keyboard, Autoharp, Perkussion, Schlagzeug

David Kahne sagte zur Aufnahme: „Dieser Kick-Drum-Sound, den man am Anfang und während des gesamten Tracks hört, ist eigentlich Paul, der mit seinem Fuß auf ein Stück Holz stampft.“

## Coverversionen
Es gibt mindestens sechs Coverversionen von Dance Tonight.

## Veröffentlichung
- Am 4. Juni 2007 erschien in den USA und in Großbritannien das Album Memory Almost Full auf dem sich Dance Tonight befindet. Die Vorbestellungen im iTunes Music Store enthielten eine Bonus-Akustikversion von "Dance Tonight".
- Am 18. Juni 2007 wurde in Großbritannien als Download die Single Dance Tonight veröffentlicht. Fünf Wochen später, am 23. Juli 2007, wurde in Großbritannien eine Picture-Shape-Disc veröffentlicht, auf der B-Seite befindet sich ebenfalls das Lied Dance Tonight.[4] Die geplante CD-Single-Veröffentlichung von Dance Tonight / Nod Your Head (Sly David Short Mix) wurde nicht realisiert. In den USA erschien Dance Tonight im Juni 2007 nur als Download-Single. In Europa[5] und den USA[6] wurden 5″-CD-Promotionsingles hergestellt.
- Dance Tonight erschien am 10. Juni 2016 auf dem Kompilationsalbum Pure McCartney.
- Am 2. Dezember 2022 wurde die Singlebox The 7″ Singles Box veröffentlicht, die auch Dance Tonight sowie Dance Tonight [Demo] enthält.
- Liveversionen von Dance Tonight wurden auf den Alben Good Evening New York City (2009) und Amoeba Gig (2019) veröffentlicht.